# Pure ETCR 2021
La stagione 2021 del Pure ETCR è la stagione inaugurale del campionato riservato a vetture turismo elettriche. È iniziata il 18 giugno a Vallelunga ed è terminata il 17 ottobre a Pau. Mattias Ekström, su CUPRA e-Racer, si è aggiudicato il titolo piloti, mentre la CUPRA si è aggiudicata il titolo costruttori.

## Scuderie e piloti
| Scuderia                 | Vettura                 | #  | Pilota           | Gare   |
| ------------------------ | ----------------------- | -- | ---------------- | ------ |
| Hyundai Motorsport N     | Hyundai Veloster N ETCR | 3  | Tom Chilton      | 1-5    |
| Hyundai Motorsport N     | Hyundai Veloster N ETCR | 8  | Augusto Farfus   | 1-5    |
| Hyundai Motorsport N     | Hyundai Veloster N ETCR | 27 | John Filippi     | 1-5    |
| Hyundai Motorsport N     | Hyundai Veloster N ETCR | 69 | Jean-Karl Vernay | 1-5    |
| Cupra X Zengő Motorsport | CUPRA e-Racer           | 5  | Mattias Ekström  | 1-5    |
| Cupra X Zengő Motorsport | CUPRA e-Racer           | 28 | Jordi Gené       | 1-5    |
| Cupra X Zengő Motorsport | CUPRA e-Racer           | 96 | Mikel Azcona     | 1-5    |
| Cupra X Zengő Motorsport | CUPRA e-Racer           | 99 | Dániel Nagy      | 1-5    |
| Romeo Ferraris - M1RA    | Alfa Romeo Giulia ETCR  | 6  | Oliver Webb      | 1-3, 5 |
| Romeo Ferraris - M1RA    | Alfa Romeo Giulia ETCR  | 13 | Rodrigo Baptista | 1-5    |
| Romeo Ferraris - M1RA    | Alfa Romeo Giulia ETCR  | 15 | Philipp Eng      | 3-5    |
| Romeo Ferraris - M1RA    | Alfa Romeo Giulia ETCR  | 16 | Luigi Ferrara    | 4      |
| Romeo Ferraris - M1RA    | Alfa Romeo Giulia ETCR  | 25 | Luca Filippi     | 1-5    |
| Romeo Ferraris - M1RA    | Alfa Romeo Giulia ETCR  | 88 | Stefano Coletti  | 1-2    |

## Calendario
| Gara                           | Circuito                                        | Data          |
| ------------------------------ | ----------------------------------------------- | ------------- |
| 1                              | Autodromo di Vallelunga                         | 18-20 giugno  |
| 2                              | Ciudad del Motor de Aragón (Circuito Nazionale) | 9-11 luglio   |
| 3                              | Gran Premio storico di Copenahagen              | 6-8 agosto    |
| 4                              | Hungaroring                                     | 20-22 agosto  |
| 5                              | Circuito di Pau                                 | 15-17 ottobre |
| Annullato a causa del COVID-19 |                                                 |               |
| C                              | Inje Speedium                                   | 16-17 ottobre |

## Risultati e classifiche

### Gare
| Gara | Circuito    | Vincitore gruppo A | Vincitore gruppo B | Vincitore assoluto | Scuderia vincitrice      | Auto vincitrice         |
| ---- | ----------- | ------------------ | ------------------ | ------------------ | ------------------------ | ----------------------- |
| 1    | Vallelunga  | Mikel Azcona       | Jean-Karl Vernay   | Mikel Azcona       | Zengő Motorsport X CUPRA | CUPRA e-Racer           |
| 2    | Aragón      | Augusto Farfus     | Mattias Ekström    | Mattias Ekström    | Zengő Motorsport X CUPRA | CUPRA e-Racer           |
| 3    | Copenhagen  | Luca Filippi       | Philipp Eng        | Philipp Eng        | Romeo Ferraris - M1RA    | Alfa Romeo Giulia ETCR  |
| 4    | Hungaroring | Philipp Eng        | Mikel Azcona       | Mikel Azcona       | Zengő Motorsport X CUPRA | CUPRA e-Racer           |
| 5    | Pau         | Augusto Farfus     | Jean-Karl Vernay   | Jean-Karl Vernay   | Hyundai Motorsport N     | Hyundai Veloster N ETCR |

### Classifiche

#### Classifica piloti
| Pos. | Pilota           | ITA | SPA | DAN | UNG | FRA | Punti |
| ---- | ---------------- | --- | --- | --- | --- | --- | ----- |
| 1    | Mattias Ekström  | 69  | 77  | 64  | 63  | 47  | 320   |
| 2    | Jean-Karl Vernay | 72  | 52  | 62  | 58  | 72  | 316   |
| 3    | Mikel Azcona     | 77  | 27  | 57  | 77  | 62  | 300   |
| 4    | Jordi Gené       | 58  | 51  | 58  | 45  | 48  | 260   |
| 5    | Rodrigo Baptista | 43  | 63  | 43  | 48  | 51  | 248   |
| 6    | Augusto Farfus   | 21  | 72  | 47  | 21  | 63  | 224   |
| 7    | Luca Filippi     | 56  | 22  | 66  | 16  | 58  | 218   |
| 8    | Dániel Nagy      | 31  | 37  | 36  | 37  | 37  | 178   |
| 9    | Oliver Webb      | 36  | 51  | 48  |     | 42  | 177   |
| 10   | John Filippi     | 37  | 41  | 25  | 43  | 31  | 177   |
| 11   | Philipp Eng      |     |     | 71  | 72  | 16  | 159   |
| 12   | Tom Chilton      | 10  | 43  | 10  | 30  | 52  | 145   |
| 13   | Luigi Ferrara    |     |     |     | 36  |     | 36    |
| 14   | Stefano Coletti  | 22  | 0   |     |     |     | 22    |
| Pos. | Pilota           | ITA | SPA | DAN | UNG | FRA | Punti |

| Colore  | Risultato             |
| ------- | --------------------- |
| Oro     | Vincitore             |
| Argento | 2º posto              |
| Bronzo  | 3º posto              |
| Verde   | Finito a punti        |
| Blu     | Finito senza punti    |
| Viola   | Ritirato (Rit)        |
| Viola   | Non classificato (NC) |
| Rosso   | Non qualificato (NQ)  |
| Nero    | Squalificato (SQ)     |
| Bianco  | Non partito (NP)      |
| Bianco  | Non ha gareggiato     |
| Bianco  | Infortunato (INF)     |
| Bianco  | Escluso (ES)          |
| Bianco  | Gara cancellata (C)   |

### Classifica costruttori
| Pos. | Costruttore              | Punti |
| ---- | ------------------------ | ----- |
| 1    | Cupra X Zengő Motorsport | 646   |
| 2    | Romeo Ferraris - M1RA    | 579   |
| 3    | Hyundai Motorsport N     | 578   |